# 赤堀元之
赤堀 元之（あかほり もとゆき、1970年4月7日 - ）は、静岡県藤枝市出身の元プロ野球選手（投手、右投右打）、プロ野球監督。くふうハヤテベンチャーズ静岡初代監督。
現役時代は近鉄バファローズの守護神を務め、最優秀救援投手（現在の最多セーブ投手）をNPB最多タイとなる5回獲得している。

## 経歴

### アマチュア時代
静岡県藤枝市下青島で生まれ、小学校4年生で野球を始めた。青島中学校では県大会で4試合に登板して37イニング無失点で優勝し、進学校の静岡高校に進学。野球部の同級生には梶山義彦、天野義明らがいた。高校から硬式野球を始め、2年生の夏にはエースナンバーを付けて夏の選手権大会に出場している。関西高校戦では5回から救援で登板し、6安打4失点の内容で、チームは2対6で試合に敗れた。
なお2年時は球速が124km/h程度にとどまり、カーブやスラーブを中心に投球を組み立てる軟投派だった。秋には野手転向も検討されて内野手や捕手を務めたが、冬期に初めて本格的なウエイトトレーニングを行うと筋肉が急激に成長し、3年の夏には140km/h近くまで球速が増した。ビデオで見た北別府学の投球フォームも参考になったという。夏の静岡県大会は初戦で静岡西高校に4対5で敗れたものの、1年生の時から腕の振りを小田義人スカウトが評価していた事もあり、1988年のドラフト会議で近鉄バファローズに4位指名され、入団した。契約金と年俸はそれぞれ3000万円、400万円（金額はいずれも推定）だった。

### 現役時代
1989年、開幕は二軍だったものの5月3日の対ロッテオリオンズ戦で一軍初登板。6月7日の対福岡ダイエーホークス戦でプロ入り初先発も1回持たずにわずか14球で降板したが、この経験をバネに練習を積んだ。
1990年はオールスターゲーム明けから一軍に定着し、シュートを多用する山下和彦の強気のリードもあって21試合で4勝を挙げ中継ぎとして一定の成果を残した。
1991年、開幕から吉井理人とともにストッパーを任された。6月16日の対西武ライオンズ戦で石毛宏典の打球が当たって右手の甲を骨折したが、立花龍司コーチとともにリハビリを行い、9月に一軍に復帰してシーズンで9セーブを上げた。なお、5月29日の対オリックスブルーウェーブ戦（日生球場）では延長11回表にドン・シュルジーに本塁打を打たれて敗戦投手となっている。これはパ・リーグがDH制を採用して以降、初の投手による本塁打だった。
1992年、前年の故障の影響もあり、先発と抑えのどちらで起用するか首脳陣が迷い、開幕まで本人にも明言しなかったという。結局は吉井が故障で抜けたこともあり抑えとして登板し、4月は7試合で1勝4セーブと順調な滑り出しを見せた。西武と優勝争いをした近鉄にあって登板機会が増え、初出場したオールスターゲームでは第3戦で3イニングを無走者に抑え、優秀選手賞を受賞。シーズン通算では50試合に登板して11勝4敗22セーブの成績で投球回数も100回を超え、10月には規定投球回まで残り15回、3失点以下なら最優秀防御率のタイトルを狙える状況になった。10月5日の対ダイエー戦にシーズン初先発しプロ初の完封勝利を挙げると、10月11日の対ダイエー戦でも6回を3失点に抑えている。最終的に鈴木啓示のチーム記録2.02を更新する防御率1.80の成績で最優秀救援投手に加えて最優秀防御率のタイトルを獲得した。この年の活躍でパ・リーグを代表する抑え投手となったが、赤堀の中では初完封を機に先発転向の気持ちが強くなっていたという。しかし、チーム事情から以後5シーズンにわたって抑えを務める。
1993年、2年連続の最優秀救援投手のタイトルを獲得。
1994年、西武との開幕戦で3点リードの9回に伊東勤に史上初の開幕戦逆転サヨナラ満塁本塁打を打たれる波乱のスタートとなった。この試合は前日に鈴木啓示監督が語った「開幕戦は野茂と心中する」という言葉に応えて野茂が9回一死までノーヒットノーランという好投を見せていたため、一死一、二塁となった場面で登板を告げられても心の準備ができていなかったという。さらに次の試合でも鈴木健に安打を打たれて集中力を欠いた状態で佐々木誠に逆転3ラン本塁打を打たれて敗れた。しかしその後は調子を取り戻し、当時のNPB新記録となる21試合連続セーブポイントを樹立するなど、最大15の借金から巻き返したチームを支えた。最終的には3年連続となる最優秀救援投手に輝き、当時のパ・リーグ新記録を樹立した。オフには4000万円増の年俸1億2000万円（推定）で契約を更改している。
1995年、右肩痛や背筋痛のため夏前に一軍登録を抹消され、7月31日には左足ふくらはぎ痛で再び登録抹消されるなど繰り返し戦列を離れ、28試合に登板して1勝8敗13セーブと成績を落とした。なお、鈴木啓示が監督だった同年までの3年間は、チームが「ドン底に暗い期間」だったと後に語っている。
1996年、6月1日の対西武戦で26歳と55日で日本プロ野球史上最年少での100セーブを達成し、江夏豊が記録した3度を超えるパ・リーグ新記録の通算4度目の最優秀救援投手となった。
1997年、開幕戦でこの年開場した大阪ドーム初のセーブを記録。8月24日の対千葉ロッテマリーンズ戦では8回表から登板して5イニングを無失点に抑え、プロ野球史上3度目となる10点差逆転試合の勝利投手となった。またシーズン終盤にはNPBタイ記録となるダブルヘッダー2試合でのセーブを挙げるなどの活躍をし、2年連続でパ・リーグ記録を更新する5度目の最優秀救援投手となっている。
一方で依然として先発転向の願望は強く、1997年オフにはハワイのウィンターリーグに先発として参加している。球団の要請で大塚晶文が一人立ちするまでという条件でリリーフを務めることになり、年明けにパ・リーグの投手最高額となる1億8500万円（推定）で近鉄では初の複数年となる2年契約を結んでいる。
1998年、右肩の故障と腰の張りで一軍登録は6月27日と同年は出遅れた。その間に大塚が当時のパ・リーグのセーブ記録を塗り替える活躍もあり、1軍復帰後はロングリリーフを中心に中継ぎを務めてシーズン終盤には先発転向し、9月19日の対オリックス戦では自身2度目となる完封勝利を挙げている。
球団名が「大阪近鉄バファローズ」に改称された1999年、キャンプの紅白戦やオープン戦でも開幕投手を務めるなど順調な仕上がりを見せ、自身の競馬好きに掛けて「10勝できなければ天皇賞の馬券は買わない」と目標を掲げた。4月の開幕から先発ローテーション入りして2戦で2勝を挙げた。しかし開幕前後から縦スライダーを投げる時に痛みを感じるようになり、さらにフォークボールを投げて肘から肩に電気が流れるような激痛が走ったため診察を受け、4月21日に右肘関節周囲炎と右足首捻挫を理由に一軍登録を抹消された。炎症が収まってからMRIにより精密検査を行い、6月8日に右肘靱帯の断裂が発覚した。同僚の佐野重樹が靭帯の再建手術後に復帰に苦しんだ事もあり悩んだが、早期回復のため手術を決断し、同じく靭帯を断裂した酒井弘樹と共に7月に渡米してボストンで再腱手術を受けている。
2000年、術後は早く投げたいという焦りを抑えながら、フロリダ州でリハビリに専念した。8月9日のウエスタン・リーグでの対サーパス戦で1年4か月ぶりに実戦に登板したが、一軍では3試合の登板に終わった。オフには年俸1億円（推定）で契約を更改している。
2001年、4月8日の対オリックス戦に先発して723日ぶりの勝利を挙げるも、5月18日の対ロッテ戦で敗戦投手となると右肩の違和感から再び長期離脱を余儀なくされている。ヒジの痛みは解消していたが焦りから右肩に負担がかかっていたといい、以後は右肩痛が引退まで続いた。そのため、1989年に続いて2001年の近鉄リーグ優勝時にも、日本シリーズに登板せず、シリーズ未登板のまま現役を引退することになる。
2004年、ウエスタン・リーグで二軍の前期優勝の胴上げ投手となったが、球団から戦力外通告を受けた。9月24日の大阪ドーム最終戦では9回二死からベンチでチームメイトが作った花道を通って登板し、野田浩輔を中飛に打ちとって大歓声に応えた。当初は現役続行の意志を表明してトライアウトに向けた調整を行っていたがオリックスの監督となる仰木彬からコーチ就任の打診を受け、肩の調子が良くならなかったこともあり引退を決めた。

### 引退後

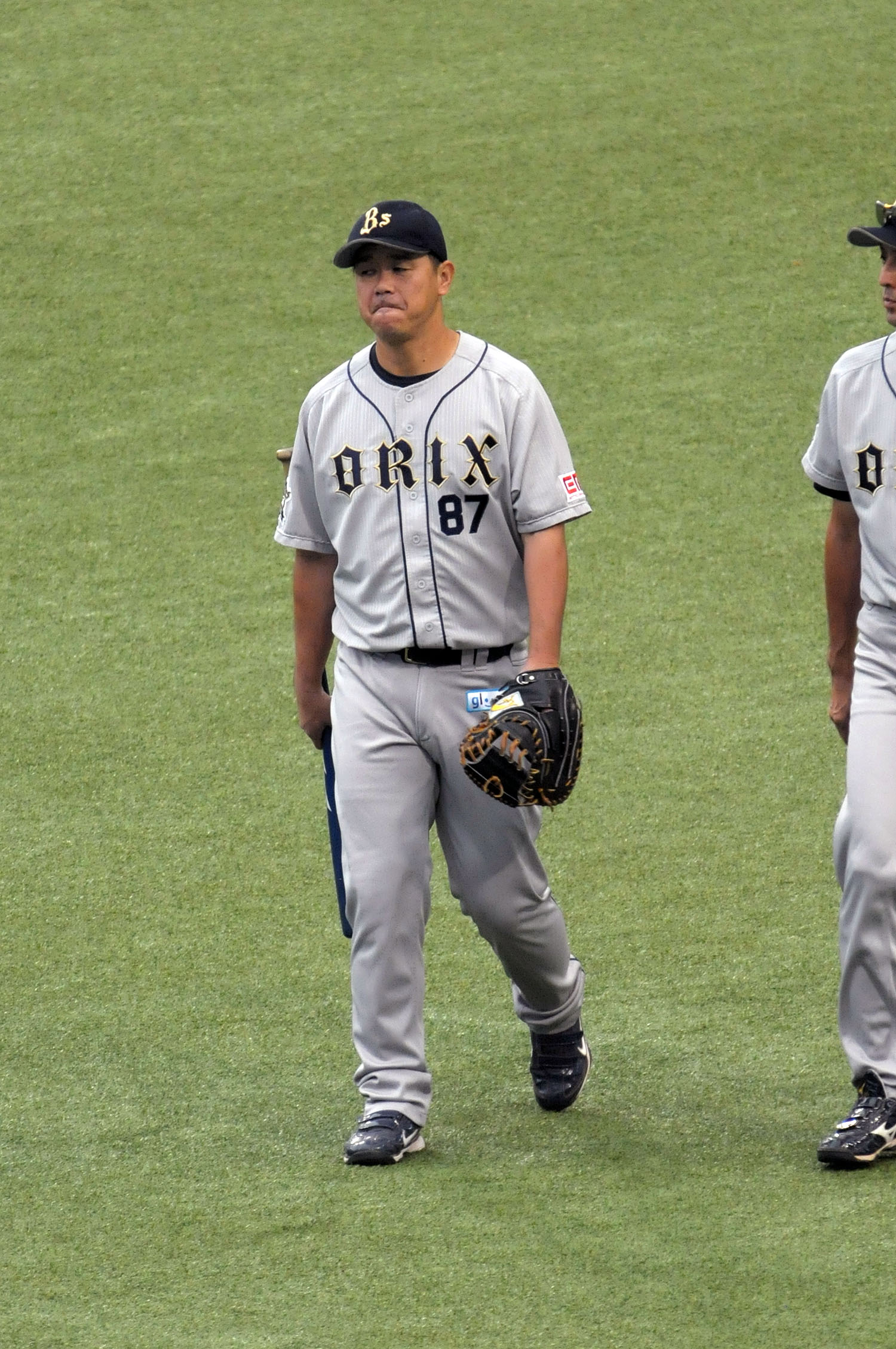
オリックスコーチ時代（2012年9月30日、西武ドーム）

2005年、オリックス・バファローズの一軍投手コーチに就任した。背番号は87。以降、中継ぎ投手陣は2008年までは安定していた。2008年、現役時代から長らく独身であったが、12月に結婚式を挙げた。2009年、6月9日に投手陣の不振のため一軍投手コーチ（ブルペン担当）に配置転換。
2010年、韓国プロ野球のSKワイバーンズの二軍投手コーチに就任した。背番号は74。
2011年、オリックス・バファローズの球団本部管理部育成グループ育成担当に就任した。8月3日、一軍投手コーチ（ブルペン担当）に配置転換。背番号は98。2012年、一軍投手コーチ（ベンチ担当）に配置転換。背番号をオリックス時代の87に変更した。5月22日、一軍投手コーチ（ブルペン担当）に配置転換。また、チーム防御率がリーグワーストと低迷した。
2013年、育成担当インストラクターに配置転換。2014年、育成コーチに配置転換。10月1日に退団することが発表された。
2015年、当時ルートインBCリーグ所属の新潟アルビレックスBCの監督に就任した。背番号は89。監督1年目でリーグ優勝を果たした。2016年、前後期とも地区3位に終わったが、同球団5年ぶりにNPBの育成ドラフト指名選手（髙井俊）を出した。10月31日に翌年の続投が公式発表されたが、赤堀より申し出があり、11月8日に退団することが発表された。赤堀は2022年に東京スポーツに連載しているコラムにおいて、当時東京ヤクルトスワローズのシニアディレクターを務める小川淳司から二軍コーチの誘いがあり、新潟の球団社長にその旨を伝えると「NPBならチャンスなんで行ってください」と退任を承諾されたと、その経緯を説明した。
2017年、東京ヤクルトスワローズの二軍投手コーチに就任した。背番号は83。2シーズン務め、2018年10月15日に退団することが発表された。
2019年、中日ドラゴンズの一軍投手コーチに就任した。背番号は84。救援陣の防御率は前年の4.93から3.32へと劇的に向上した。3シーズン務め、2021年10月29日に退団することが発表された。
2022年、関メディベースボール学院中等部の投手コーチに就任した。その傍ら、野球解説者としてJ SPORTSなどで放送されるオリックス球団制作中継に出演。
2023年、関西独立リーグ（さわかみ関西独立リーグ）に新たに加入する、淡路島ウォリアーズの初代監督に就任した。背番号は19。シーズン終了後の10月27日、2024年からNPBファームへの参加が内定しているくふうハヤテベンチャーズ静岡（当時の仮名称はハヤテ223）が初代監督への就任を発表し、翌28日にウォリアーズ側も退団を発表した。

## プレースタイル
ストッパー時代は外角低めに集める150km/h近い速球を軸に、そこから出し入れする縦・横のスライダーを武器に直球並みの球速があるシュートも投げていた。フォークボールを投げないストッパーとして活躍した(しかし後年にはフォークも球種に交えるようになっていた)。直球、変化球を同じところに投げ分けられる優れた制球力を持ち、抑えの1イニングであればこのような力で押す投球が非常に有効だったという。
的山哲也は、現役時代の中で一番印象に残っている投手として赤堀を挙げ、「ストレートもスライダーなどの変化球も、口で説明するのは難しいが本当に素晴らしかった。それが最多セーブの複数回獲得に繋がっていると思った。」と語っている。また、スライダーについて片岡篤史は「松坂ぐらいのキレの良いスライダーを投げられるのは、赤堀だけ」、吉村禎章は「モノが違う」と絶賛している。オリックス時代のイチローと相性が良く、1994年からの4年間で25打数4安打（打率.160）に抑えていた。
ストッパーの仕事はルーティン的に感じる面もあったといい、「1点差なら緊張感もあるが、2点差なら1点取られても問題ないし同点で延長に入ってもいい」と冷静に投げていたと語っている。一方で他の選手が勝ち試合を作った場面で送り出されるため、働きや信頼に応えようという気持ちになっていたという。抑えの時は展開によって6回裏か7回表にウォームアップを行い、その内容は直球8球、カーブ2球、スライダー3球、内角の直球を3球、シュートを2球、外角への直球を2球という合計20球に必ず決めており、登板直前に直球2球とスライダー1球を投げていた。赤堀が記録した139セーブは近鉄の球団記録である。登板過多による故障を避けるため、リリーフ時代は立花龍司が近鉄在籍時に作成したトレーニングメニューをこなしていた。
先発転向を強く望んだ理由としては、毎日肩を作る負担が大きかったこと、役割やスタイルを変えてモチベーションを高めることや打者との駆け引きを楽しみたかったことを挙げている。転向の際には、同じくストッパーから先発になった吉井理人に調整法などを相談し、野茂英雄からは打たれても気持ちを切らさず試合を壊すな、と助言を受けた。また転向時にフォークボールを習得した吉井を見習い、カーブやチェンジアップなどをマスターして球種を増やし、緩急をつけた幅広いピッチングを心がけた。
また、現役時代は山下和彦、光山英和、古久保健二の3人が捕手として併用されていた。それぞれの持ち味について、光山は強気のリード、古久保は外角中心のオーソドックスなスタイル、山下は両方を兼ね備えて臨機応変だったと述べている。それぞれ学ぶ点があり、いずれも投げやすかったという。

## 詳細情報

### 年度別投手成績
| 年 度      | 球 団      | 登 板 | 先 発 | 完 投 | 完 封 | 無 四 球 | 勝 利 | 敗 戦 | セ 丨 ブ | ホ 丨 ル ド | 勝 率 | 打 者 | 投 球 回 | 被 安 打 | 被 本 塁 打 | 与 四 球 | 敬 遠 | 与 死 球 | 奪 三 振 | 暴 投 | ボ 丨 ク | 失 点 | 自 責 点 | 防 御 率 | W H I P |
| ---------- | ---------- | ----- | ----- | ----- | ----- | -------- | ----- | ----- | -------- | ----------- | ----- | ----- | -------- | -------- | ----------- | -------- | ----- | -------- | -------- | ----- | -------- | ----- | -------- | -------- | ------- |
| 1989       | 近鉄       | 9     | 1     | 0     | 0     | 0        | 0     | 1     | 0        | --          | .000  | 35    | 7.0      | 9        | 0           | 6        | 0     | 0        | 2        | 1     | 0        | 4     | 3        | 3.86     | 2.14    |
| 1990       | 近鉄       | 21    | 1     | 0     | 0     | 0        | 4     | 0     | 1        | --          | 1.000 | 219   | 51.1     | 50       | 6           | 24       | 0     | 1        | 38       | 1     | 0        | 23    | 17       | 2.98     | 1.44    |
| 1991       | 近鉄       | 26    | 0     | 0     | 0     | 0        | 1     | 3     | 9        | --          | .250  | 218   | 53.1     | 43       | 3           | 16       | 3     | 2        | 38       | 2     | 0        | 23    | 21       | 3.54     | 1.11    |
| 1992       | 近鉄       | 50    | 2     | 1     | 1     | 0        | 11    | 4     | 22       | --          | .733  | 499   | 130.0    | 91       | 5           | 29       | 3     | 5        | 88       | 2     | 0        | 29    | 26       | 1.80     | 0.92    |
| 1993       | 近鉄       | 46    | 0     | 0     | 0     | 0        | 6     | 6     | 26       | --          | .500  | 331   | 82.2     | 57       | 6           | 36       | 3     | 1        | 60       | 3     | 0        | 19    | 14       | 1.52     | 1.12    |
| 1994       | 近鉄       | 45    | 0     | 0     | 0     | 0        | 9     | 4     | 24       | --          | .692  | 369   | 94.0     | 66       | 5           | 24       | 4     | 2        | 73       | 2     | 0        | 20    | 19       | 1.82     | 0.96    |
| 1995       | 近鉄       | 28    | 1     | 0     | 0     | 0        | 1     | 8     | 13       | --          | .111  | 233   | 52.0     | 56       | 8           | 21       | 0     | 0        | 49       | 7     | 0        | 30    | 19       | 3.29     | 1.48    |
| 1996       | 近鉄       | 44    | 0     | 0     | 0     | 0        | 9     | 4     | 21       | --          | .692  | 311   | 73.1     | 67       | 5           | 25       | 4     | 3        | 67       | 5     | 0        | 19    | 17       | 2.09     | 1.25    |
| 1997       | 近鉄       | 57    | 0     | 0     | 0     | 0        | 10    | 7     | 23       | --          | .588  | 428   | 97.1     | 90       | 5           | 44       | 9     | 5        | 100      | 4     | 0        | 42    | 33       | 3.05     | 1.38    |
| 1998       | 近鉄       | 24    | 4     | 1     | 1     | 0        | 3     | 3     | 0        | --          | .500  | 291   | 66.1     | 70       | 3           | 27       | 2     | 6        | 31       | 0     | 0        | 34    | 31       | 4.21     | 1.46    |
| 1999       | 近鉄       | 2     | 2     | 0     | 0     | 0        | 2     | 0     | 0        | --          | 1.000 | 60    | 13.1     | 13       | 1           | 8        | 0     | 2        | 6        | 0     | 0        | 5     | 5        | 3.38     | 1.58    |
| 2000       | 近鉄       | 3     | 1     | 0     | 0     | 0        | 0     | 1     | 0        | --          | .000  | 40    | 9.0      | 6        | 1           | 7        | 0     | 1        | 5        | 1     | 0        | 5     | 5        | 5.00     | 1.44    |
| 2001       | 近鉄       | 9     | 8     | 0     | 0     | 0        | 1     | 3     | 0        | --          | .250  | 223   | 48.2     | 61       | 6           | 18       | 1     | 0        | 27       | 1     | 0        | 31    | 29       | 5.36     | 1.62    |
| 2002       | 近鉄       | 11    | 0     | 0     | 0     | 0        | 1     | 1     | 0        | --          | .500  | 59    | 12.1     | 18       | 1           | 4        | 2     | 0        | 3        | 1     | 0        | 9     | 9        | 6.57     | 1.78    |
| 2003       | 近鉄       | 1     | 0     | 0     | 0     | 0        | 0     | 0     | 0        | --          | ----  | 6     | 1.0      | 2        | 1           | 1        | 0     | 0        | 0        | 1     | 0        | 1     | 1        | 9.00     | 3.00    |
| 2004       | 近鉄       | 4     | 0     | 0     | 0     | 0        | 0     | 0     | 0        | --          | ----  | 16    | 2.2      | 4        | 0           | 4        | 0     | 0        | 3        | 0     | 0        | 5     | 5        | 16.88    | 3.00    |
| 通算：16年 | 通算：16年 | 380   | 20    | 2     | 2     | 0        | 58    | 45    | 139      | --          | .563  | 3338  | 794.1    | 703      | 56          | 294      | 31    | 28       | 590      | 31    | 0        | 299   | 254      | 2.88     | 1.26    |

- 各年度の太字はリーグ最高
- 「-」は記録なし

### タイトル
- 最優秀防御率：1回（1992年）
- 最優秀救援投手：5回（1992年 - 1994年、1996年、1997年）※最多タイ記録[注 4]

### 表彰
- 月間MVP：1回（1994年6月）
- ファイアマン賞：5回（1992年、1993年、1994年、1996年、1997年）

### 記録
初記録
- 初登板：1989年5月3日、対ロッテオリオンズ5回戦（藤井寺球場）、9回表に救援登板・完了、1回無失点
- 初奪三振：1989年5月27日、対オリックス・ブレーブス6回戦（西宮球場）、7回裏に藤井康雄から
- 初先発：1989年6月7日、対福岡ダイエーホークス10回戦（平和台野球場）、1/3回2失点で敗戦投手
- 初勝利：1990年8月26日、対オリックス・ブレーブス22回戦（西宮球場）、2回裏2死に2番手として救援登板、4回1/3無失点
- 初セーブ：1990年9月8日、対日本ハムファイターズ25回戦（水戸市民球場）、6回裏に2番手として救援登板・完了、4回無失点
- 初先発勝利：1990年10月18日、対ロッテオリオンズ26回戦（藤井寺球場）、5回1失点
- 初完投勝利・初完封勝利：1992年10月5日、対福岡ダイエーホークス24回戦（藤井寺球場）、被安打3　奪三振4　四死球3

節目の記録
- 100セーブ：1996年6月1日、対西武ライオンズ9回戦（西武ライオンズ球場）　※史上9人目

その他の記録
- オールスターゲーム出場：3回（1992年 - 1994年）

### 背番号
- 40（1989年 - 1991年）
- 19（1992年 - 2004年、2023年 - ）
- 87（2005年 - 2009年、2012年 - 2014年）
- 74（2010年）
- 98（2011年）
- 89（2015年 - 2016年）
- 83（2017年 - 2018年）
- 84（2019年 - 2021年）